# Babna Polica
Babna Polica je naselje u slovenskoj Općini Loškoj dolini. Babna Polica se nalazi u pokrajini Notranjskoj i statističkoj regiji Notranjsko-kraškoj. 

## Stanovništvo
Prema popisu stanovništva iz 2002. godine naselje je imalo 11 stanovnika.